# Flammulaster erinaceellus
Flammulaster erinaceellus är en svampart som först beskrevs av Peck, och fick sitt nu gällande namn av Roy Watling 1967. Flammulaster erinaceellus ingår i släktet Flammulaster och familjen Inocybaceae.   Inga underarter finns listade i Catalogue of Life.

## Bildgalleri

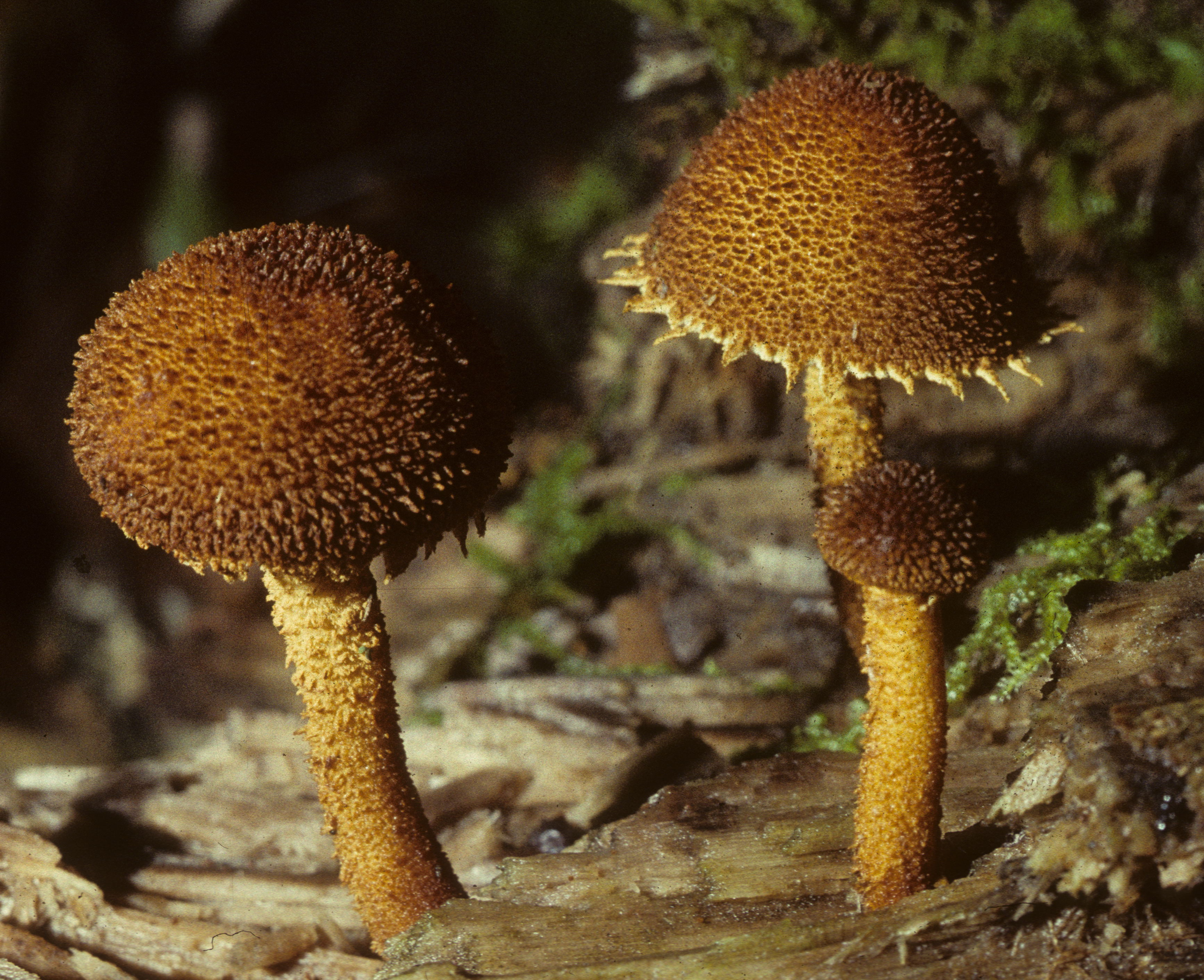